# Eva
Eva (heb. havvah, »život«) je, prema Bibliji, žena prvog čovjeka Adama, načinjena od njegova rebra, pramajka čovječanstva. Živjela je s Adamom u zemaljskom raju, Edenu, odakle je oboje istjerano zbog istočnoga grijeha. Spominje se u židovstvu, kršćanstvu i islamu.
U prvom izvještaju o stvaranju (Knjiga Postanka 1,27), prva je žena stvorena skupa s muškarcem te s njime ima ravnopravnu ulogu u upravljanju stvorenim svijetom. Ovaj je izvještaj mlađi i nastao je vjerojatno nakon povratka židova iz babilonskog progonstva, a pripada svećeničkoj redakciji (vidi: Petoknjižje), no vjerojatno se poziva na neke ranije usmeno prenošene legende. Drugi izvještaj o stvaranju, ranije jahvističke i elohističke redakcije, govori o Evi stvorenoj od Adama, te ukazuje na nju kao onu koja je popustila pred napastima »zmije« i jela od stabla spoznaje dobra i zla, te taj plod ponudila i Adamu. Izvještaj je duboko simboličan i ne smije ga se razumjeti doslovno.[nedostaje izvor] Riječima legende on nastoji progovoriti o porijeklu zla među ljudima. Istu nakanu imaju i izvještaji koji slijede (o Kajinu i Abelu, o potopu i sl.). Muslimani naučavaju da Eva nije ponudila plod Adamu, već da su istovremeno počinili grijeh po nagovoru đavola. 